# Pál Joensen
Pál Joensen (* 10. Dezember 1990 in Vágur) ist ein färöischer Schwimmer, der als momentan bester Schwimmer seines Landes gilt.

## Karriere
Das erste Mal auf internationaler Bühne in Erscheinung trat Joensen bei den Weltmeisterschaften 2007 in Melbourne, als er über 50, 100, 200, 400 und 800 Meter Freistil antrat, aber jeweils in den Vorläufen scheiterte. Im darauf folgenden Jahr gelang es ihm bei den Junioreneuropameisterschaften in Belgrad, zu drei Titeln zu schwimmen. Mit einer Zeit von 7:56,90 stellte er einen Junioreneuroparekord über 800 Meter auf. Gleichzeitig handelte es sich um den Rekord aller Altersklassen für die nordischen Länder. In einem Glückwunschschreiben sprach der färöische Ministerpräsident Jóannes Eidesgaard von der „größten färöischen Sportleistung aller Zeiten“.
Bei den Schwimmeuropameisterschaften 2010 in der ungarischen Hauptstadt Budapest belegte er im Finale über 800 Meter Freistil den fünften Platz. Zwei Tage zuvor hatte er völlig überraschend über 1500 Meter Freistil die Silbermedaille gewonnen. Joensen ist damit der erste Sportler der Färöer überhaupt, der bei internationalen Meisterschaften eine Medaille erkämpfen konnte. Infolgedessen wurden Pläne beschleunigt, ihm zu Ehren das erste 50-m-Becken der Färöer im heimischen Vágur zu errichten. Im folgenden Jahr erreichte er bei den Schwimmweltmeisterschaften 2011 in Shanghai abermals den fünften Rang über 800 Meter. Zuvor hatte er mit 7:45,55 die zweitschnellste Zeit aller Vorläufe erreicht und einen neuen nordischen Rekord aufgestellt. Über 1500 Meter lag er lange Zeit auf Bronzekurs, musste sich auf der letzten Bahn aber dem Ungar Gergő Kis geschlagen geben.
Außergewöhnliche Leistungen zeigt Joensen auch regelmäßig bei den Island Games, bei denen er seit 2007 21 Goldmedaillen sammelte. Bemerkenswert ist, dass Joensen noch immer in der kleinen Schwimmhalle seines Heimatortes trainiert, die lediglich über 25-Meter-Bahnen verfügt.
In den Jahren 2007, 2008, 2009 und 2013 erhielt Joensen die von der öffentlich-rechtlichen Rundfunkanstalt Kringvarp Føroya jeweils an Silvester vergebene Auszeichnung zum „Färöischen Sportler des Jahres“.
Pál Joensen gehörte zum Aufgebot der dänischen Olympiamannschaft bei den Sommerspielen 2012 sowie den Sommerspielen 2016.
Er studiert an der Copenhagen Business School.

## Rekorde
| Nordische Rekorde (1)                                     | Nordische Rekorde (1) | Nordische Rekorde (1) | Nordische Rekorde (1) |
| --------------------------------------------------------- | --------------------- | --------------------- | --------------------- |
| 1500 m Freistil                                           | 14:46,33 min          | 31. Juli 2011         | Shanghai              |
| Färöische Rekorde – Langbahn (4)                          |                       |                       |                       |
| 200 m Freistil                                            | 01:48,98 min          | 23. März 2012         | Brønshøj              |
| 400 m Freistil                                            | 03:46,84 min          | 22. März 2012         | Brønshøj              |
| 800 m Freistil                                            | 7:45,55 min           | 26. Juli 2011         | Shanghai              |
| 200 m Brust                                               | 02:21,71 min          | 25. Mai 2015          | Bergen                |
| Färöische Rekorde – Kurzbahn (15)                         |                       |                       |                       |
| 50 m Freistil                                             | 00:23,19 min          | 2. Juli 2009          | Åland                 |
| 100 m Freistil                                            | 00:50,04 min          | 1. Juli 2009          | Åland                 |
| 200 m Freistil                                            | 01:46,61 min          | 14. Dezember 2008     | Rijeka                |
| 400 m Freistil                                            | 03:40,12 min          | 9. Dezember 2009      | Istanbul              |
| 800 m Freistil                                            | 07:36,24 min          | 17. Dezember 2011     | Atlanta               |
| 1500 m Freistil                                           | 14:26,54 min          | 7. Dezember 2014      | Doha                  |
| 100 m Brust                                               | 01:02,80 min          | 29. Juni 2015         | Saint Brélade         |
| 200 m Brust                                               | 02:14,82 min          | 2. Juli 2015          | Saint Brélade         |
| 200 m Lagen                                               | 02:01,97 min          | 14. April 2012        | Tórshavn              |
| 400 m Lagen                                               | 04:18,97 min          | 15. April 2012        | Tórshavn              |
| 4 × 50 m Freistil (mit Mortensen, Toftum und E. Joensen)  | 01:33,24 min          | 30. Juni 2015         | Saint Brélade         |
| 4 × 100 m Freistil (mit E. Joensen, Mortensen und Toftum) | 03:26,31 min          | 2. Juli 2015          | Saint Brélade         |
| 4 × 200 m Freistil (mit E. Joensen, Bech und Hoffgaard)   | 07:54,67 min          | 5. November 2011      | Klaksvík              |
| 4 × 50 m Lagen (mit Hjelm, E. Joensen und Toftum)         | 01:44,22 min          | 29. Juni 2009         | Saint Brélade         |
| 4 × 100 m Lagen (mit Høvdanum, Mohr und Thomsen)          | 03:49,65 min          | 1. Juli 2009          | Åland                 |
| (Stand: 15. April 2018)                                   |                       |                       |                       |